# Gryllodinus kerkennensis
Gryllodinus kerkennensis is een rechtvleugelig insect uit de familie krekels (Gryllidae). De wetenschappelijke naam van deze soort is voor het eerst geldig gepubliceerd in 1893 door Finot.